# Barry Stevens (Psychotherapeutin)
Barry Stevens (* 1902; † 1985) war eine US-amerikanische Psychotherapeutin.
Einen größeren Bekanntheitsgrad in den USA erreichte sie 1970 mit ihrem Buch Don't Push the River, in dem sie ihre persönlichen Erlebnisse in der von Fritz Perls 1969 gegründeten Gestalt-Gemeinschaft am Lake Cowichan, auf Vancouver Island, Kanada, beschreibt. Sie gibt dabei gleichzeitig einen sensiblen Einblick in die Arbeitsweise der Gestalttherapie, und in die Person Fritz Perls’, der kurze Zeit später verstarb. Mit diesem Buch erreichte sie besonders in der Human-Potential-Bewegung der 1970er Jahre eine Art Kultstatus, von dem sie sich persönlich jedoch distanzierte, da ihr jede Art von „Star“-Verehrung fremd war. Das Buch wurde in mehrere Sprachen übersetzt.
Die Monate am Lake Cowichan stellten ihre Ausbildungszeit in Gestalttherapie dar. Später entwickelte sie als erste in der Geschichte der Gestalttherapie eine Form gestalttherapeutischer Körperarbeit. Dabei blieb ihr Vorgehen weiterhin ganzheitlich, berücksichtigte also die Einheit von Körper, Geist und Seele. Sie nannte ihre Arbeitsweise de-controlling.
In ihrer gestalttherapeutischen Arbeit lag ihr Hauptaugenmerk auf „Bewusstheit“ (awareness), eine der Säulen der Gestalttherapie. Immer wieder betonte sie die Bedeutung von Bewusstheit gegenüber Regeln; gerade auch in ihrer Körperarbeit, die nicht schematisch ablief.
Im Jahr 1967, das Jahr, in dem sie zum ersten Mal Fritz Perls begegnete, beendete Barry Stevens ein gemeinsames Buchprojekt mit einem anderen bedeutenden Psychotherapeuten: Carl Rogers. Es gab allerdings Schwierigkeiten, einen Verleger zu finden. Barry Stevens’ Sohn John O. „Steve“ Stevens entschloss sich, das Buch selbst herauszugeben und gründete dafür den Verlag „Real People Press“. Das Buch erschien unter dem Titel Person to Person (deutsch: „Von Mensch zu Mensch“). Im weiteren Verlauf gab Real People Press, also Steve Stevens, und in diesem Fall unter Mitarbeit von Barry Stevens, eines der bekanntesten Bücher von Fritz Perls heraus: Gestalt Therapy Verbatim; deutscher Titel: „Gestalt-Therapie in Aktion“ (1969). Es folgte Fritz Perls’ Autobiographie In and Out the Garbage Pail; deutscher Titel: „Gestalt-Wahrnehmung. Verworfenes und Wiedergefundenes aus meiner Mülltonne“ (1969). „Steve“ Stevens änderte später seinen Namen in Steve Andreas.
1976 hatte Barry Stevens einen bedeutenden Anteil an der Gründung der ersten amerikanischen Fachzeitschrift für Gestalttherapie, dem Gestalt Journal.
Kurz vor ihrem Tod im Jahre 1985 erlebte Barry Stevens noch die Veröffentlichung ihres letzten Buches Burst Out Laughing, das stark autobiographischen Charakter trägt.
Barry Stevens war u. a. befreundet mit Bertrand Russell und Aldous Huxley.

## Veröffentlichungen (Auswahl)
- mit C. Rogers: Person to Person. Real People Press, 1967; deutsch: Von Mensch zu Mensch. Möglichkeiten, sich und anderen zu begegnen. Junfermann, Paderborn 1984; wiederveröffentlicht: Peter Hammer Verlag, Köln 2001.
- Don’t Push the River. Real People Press, Lafayette, Cal. 1970; deutsch: Don’t Push The River. Gestalttherapie an ihren Wurzeln. Peter Hammer Verlag, Köln 2000.
- Body Work. In: J. O. Stevens (Hrsg.): gestalt is. Real People Press, Moab, Utah 1975, S. 157–184; deutsch: Gestalt-Körperarbeit. In: Gestaltkritik. Zeitschrift für Gestalttherapie. 2/2000, S. 18–47 (GIK).
- Voids, Voids, Voids, - Noddings!. In: J. O. Stevens (Hrsg.): gestalt is. Real People Press, Moab, Utah 1975, S. 185–200; deutsch: Das Leben findet nicht im Kopf statt. In: Gestaltkritik. Zeitschrift für Gestalttherapie. 1/2000, 42–49 (GIK).
- Burst Out Laughing. Celestial Arts, Berkeley, Cal. 1985.